# 司馬綏
司马綏（3世紀？—278年8月31日），字子都，晉朝宗室，為司马懿弟司马馗第三子，彭城穆王司马权、高密文献王司马泰的弟弟，司马虓的父親。
曹魏時任谏议大夫。泰始元年（265年）受封范阳王，在位十五年。咸宁四年七月癸巳日（278年8月31日）薨，谥号康。

## 延伸阅读
[在维基数据编辑]
 《晉書·卷037》，出自房玄齡《晉書》

| 前任： 無 | 晉朝范陽王 265年—278年 | 繼任： 子司馬虓 |